# Diplopeltoides bulbosus
Diplopeltoides bulbosus (syn. Diplopeltula bulbosa) is een rondwormensoort uit de familie van de Diplopeltidae. De wetenschappelijke naam van de soort is voor het eerst geldig gepubliceerd in 1972 door Vitiello.